# Kickflip
El Kickflip o també anomenat "flip" és un dels trucs més essencials en la pràctica de skateboard.
Consisteix a fer girar el skate 360 graus al llarg de l'eix de la taula.
Suposant que el skater és regular, col·locarà el peu dret al tail de la taula i el peu esquerre una mica abans dels claus de davant i en posició diagonal. En el cas de ser goofy posarà el peu esquerre al tail i el dret abans dels claus i en diagonal.

## Execució
Un cop posicionat i amb el pes ben centrat, es pica al tail amb el peu de darrere (s'ha de picar i pujar el peu ràpidament que la taula només tingui un petit impacte amb el terra) i tot seguit lliscar el peu davanter en diagonal cap a fora la taula. Un cop la taula hagi completat els 360° baixem els peus fent parar la rotació de la taula i esmorteïm el cop flexionant els genolls.

## Origen
A la dècada de 1970, els "skaters" de freestyle van aprendre a invertir la taula sota d'ells, aixecant una vora del tauler amb la part superior del dit del peu. Tot i que tot i que la taula feia una volta completa, no es va fer massa popular perquè obligava al "skater" a patinar amb els dos peus al davant de la taula, cosa que el feia molt inestable i díficil de executar en condicions òptimes.
Molt bé conegut i presentat avui en dia, el kickflip és un truc bàsic per skateboarding. Una vegada que han dominat el truc en terra plana, molts "skaters" volen portar aquest truc més lluny i l'executen saltant obstacles, baixant escales,... També comencen a combinar-la amb altres trucs com kickflip a frontside boardslide, kickflip amb un shove-it (varial flip) ...
El 1982 Rodney Mullen va inventar la forma moderna del truc, inicialment anomenant-la el "flip màgic". En primer lloc, utilitzaria el seu relativament nou ollie per elevar-se del terra, llavors, en comptes d'aixecar una vora amb els dits del, va iniciar la tirada lliscant el peu davanter de la part superior i cap a un costat de la taula per fer-la rotar 360 graus.
La tècnica de kickflip de Mullen li va donar més control en diverses àrees: l'alçada del truc, el temps d'iniciació i la velocitat del volteig, i la direcció de la taula durant el flip. Aquesta tècnica va ser adoptada ràpidament pels "skaters" de freestyle i posteriorment pels "skaters" de carrer, introduint el skate a l'era dels trucs, molts dels quals també va crear Rodney Mullen.

## Variacions del Kickflip
Altres trucs de flip són:
- doble kickflip
- triple kickflip
- varial kickflip
- hardflip
- 360 kickflip
- frontside kickflip
- backside kickflip

- heelflip
  - varial heelflip
  - inward heelflip
  - double heelflip
  - triple heelflip
  - varial kickflip
- impossible
- dolphin flip
- dragon flip